# La vida sexual de Catherine M.
La vida sexual de Catherine M. es una novela erótica autobiográfica de la crítica de arte Catherine Millet, publicada en francés, lengua materna de la autora, en 2001 (con el título La vie sexuelle de Catherine M.). Una traducción al español realizada por Jaime Zulaika Goikoetxea se publicó en 2002. La vida sexual de Catherine M. fue objeto de controversia leve en ambas orillas del Atlántico. Fue descrita por Edmund White como «el libro más explícito sobre sexo jamás escrito por una mujer». La novela ganó el Premio Sade en Francia.

## Descripción general
La autora se propone relatar con detalle todas las experiencias sexuales que ha tenido a lo largo de su vida. Se divide en cuatro capítulos: El Número, El Espacio, El Espacio Plegado y Detalles, evitando así una narración cronológica.
La particularidad de esta historia se basa en la vida sexual, considerada «libertina», de Catherine M. La protagonista admite haber tenido un número incalculable de parejas, consideradas «anónimas» (que contrasta con las «relaciones conocidas») desde su juventud debido a la ausencia de consideraciones morales negativas sobre la sexualidad. De este modo, se sitúa dentro del movimiento filosófico de los libertinos y de la literatura de la novela libertina, muy presente en Francia en los siglos XVIII y XIX, que incluyó, entre otros, a Sade y Laclos.
El texto juega con un fuerte contraste entre el tema (a menudo crudo, la sexualidad se describe con la máxima atención al detalle) y la forma (un lenguaje deliberadamente sostenido, preciso y preciso).
En algunos apartados, el libro puede compararse con un ensayo, en el que la autora despliega múltiples microanálisis, sin dudar en teorizar sobre sus experiencias.

El libro introduce rápidamente su tema central, describiendo escenas de sexo grupal a partir de la cuarta página. A pesar de tal contenido explícito, los críticos han identificado otros aspectos en la obra, con una reseña en salon.com afirmando que:
... Lo más impactante de La vida sexual de Catherine M. [...] es que no es particularmente impactante en lo absoluto. Una buena cuarta parte del tiempo funciona como pornografía (y uso el término en un sentido descriptivo, no moralista), y el resto del tiempo es una ruminación sobre la naturaleza del deseo y el placer y la experiencia de vivir una vida específicamente organizada para dejar que el deseo y el placer hagan lo que quieran con uno. Es sexualmente excitante, explícita, secamente graciosa y, a veces, excesivamente desconcertante. Lo único verdaderamente impactante sobre ella es que fue escrito por una mujer heterosexual y no por un varón gay.
En el libro, Millet escribe acerca de orgías a las que asistían hasta 150 personas, en las que ella tuvo sexo con aproximadamente una cuarta parte de los asistentes. La autora también debate si el sexo al aire libre es mejor en el campo o en la ciudad, y por qué es que nunca podría ser prostituta.
De acuerdo con Millet, desde la década de 1970 mantiene un matrimonio abierto con un hombre que entiende su amor por el sexo con parejas 